# Wetzlarer Hintertaunus
Der Wetzlarer Hintertaunus ist ein Naturraum im südlichen Mittelhessen. Er ist Teil der Haupteinheit 302 (Östlicher Hintertaunus) und trägt die Kennziffer 302.0. Begrenzt wird er nach Norden vom Tal der Lahn, nach Westen vom Solmsbach und nach Osten vom Kleebach bzw. vom Großenlindener Hügelland, welches, wie das Lahntal im Norden, zum Gießener Becken gezählt wird.

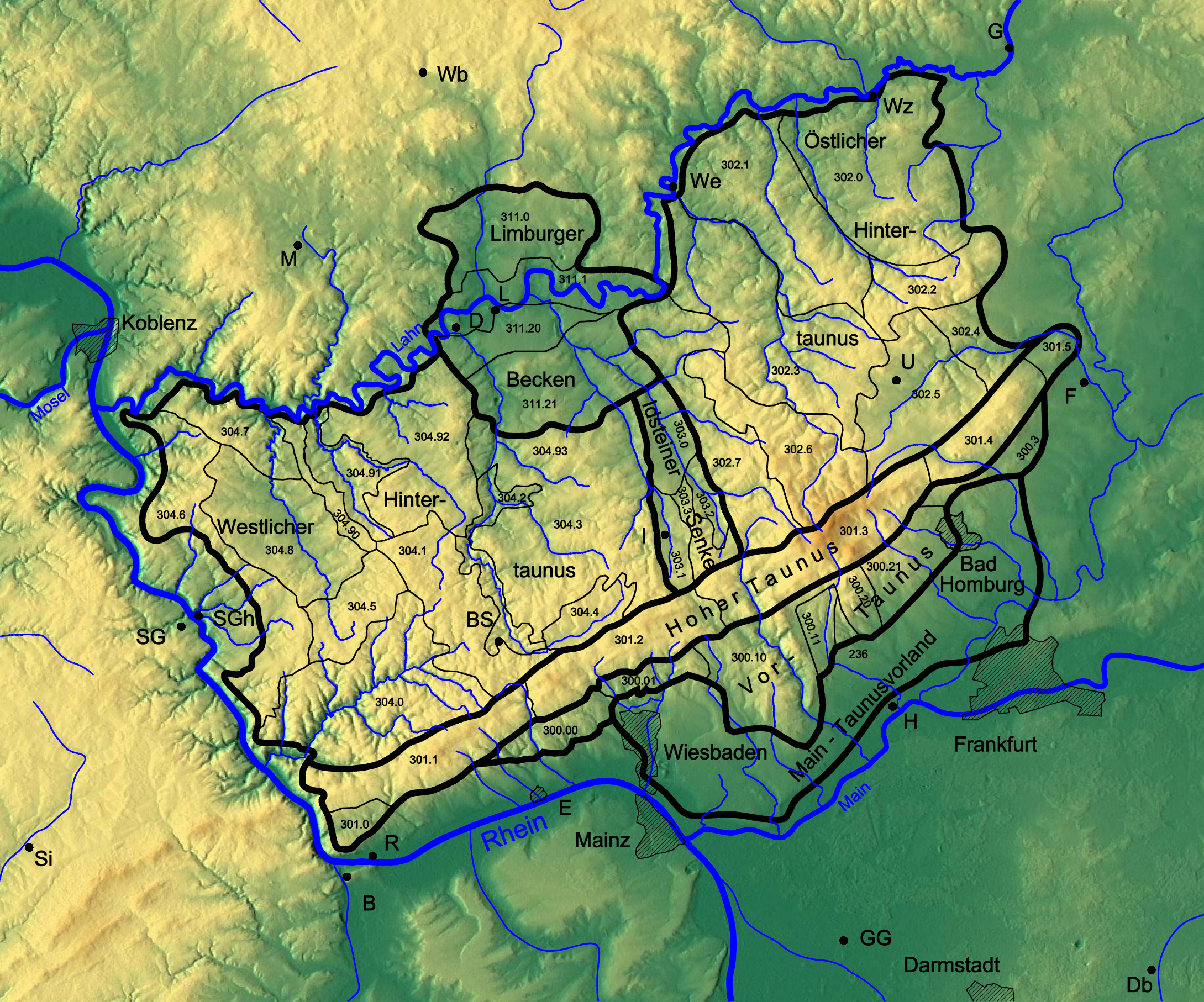
Naturräumliche Gliederung des Taunus

## Grenzen
Das Quellgebiet der beiden umgebenden Flüsse Solmsbach und Kleebach im Süden bei Espa und Weiperfelden wird bereits zum etwas montaneren Nachbar-Naturraum Bodenroder Kuppen gezählt, während der Oberlauf des Kleebaches zwischen Cleeberg und Oberkleen bereits zum Wetzlarer Hintertaunus gehört. Vom letztgenannten Ort aus zieht sich die Ostgrenze in ziemlich genauer Süd-Nord-Richtung zur Lahn hin.

## Naturräumliche Lage
- 302 Östlicher Hintertaunus[1]
  - 302.2 Wetzlarer Hintertaunus (165,88 km²)

## Orte
Fast alle Ortschaften im Naturraum gehören zum Lahn-Dill-Kreis. Den Norden nehmen die Städte Wetzlar (Osten) und Solms (Westen) ein. Südlich schließen sich die Gemeinden  Hüttenberg an Wetzlar und Schöffengrund an Solms an. Im Westen liegt der Braunfelser Stadtteil Bonbaden, im Südwesten einige Ortsteile der Gemeinde Waldsolms.
Zum Landkreis Gießen zählen lediglich, seit der Gebietsreform 1978 (vorher Kreis Wetzlar/Lahn-Dill-Kreis), die beiden Orte Cleeberg und Oberkleen (beide Gemeinde Langgöns) im äußersten Südosten sowie ein flächenmäßig zu vernachlässigendes Waldstück an der Grenze Gießens zu Wetzlar im Nordosten.

## Flüsse
Neben den rechten Somsbach- und linken Kleebach-Nebenflüssen teilt der im südlichen Zentrum des Naturraumes um den Köhlerberg entspringende Wetzbach den Norden in eine Ost- und eine Westhälfte. In dessen Quellregion entspringt auch der nach Nordosten fließende Kleebach-Zufluss Schwingbach.

## Berge
- Schorn (ca. 450 m), äußerster Süden
- Köhlerberg (424,7 m), südliches Zentrum
- Stoppelberg (401,2 m), Wetzlarer Stadtberg mit Aussichtsturm im Norden